# 殷曉靜
殷曉靜（1956年8月—），女，汉族，河北昌黎人，中华人民共和国政治人物。北京鋼鐵學院冶金系畢業、碩士研究生。法國國立洛林理工學院（英語：National Polytechnic Institute of Lorraine）工學博士。

## 生平
殷晓静曾任中共中央統戰部三局局長，2010年任中央人民政府駐香港特別行政區聯絡辦公室副主任，取代退休的黎桂康。2018年1月，当选第十三届全国政协委员。